# Retrato de uma Dama (Van der Weyden)
Retrato de uma Dama é uma pequena pintura a óleo sobre tela, datada de 1460, do pintor flamengo Rogier van der Weyden. A pintura foi elaborada a partir das formas geométricas que formam as linhas do véu da mulher, o seu pescoço, face e braços, e pela projecção da luz que ilumina a sua face e o seu hennin. O contraste entre a escuridão e a luz realça a beleza quase irreal e a elegância gótica do modelo.
Van der Weyden passou a ser visto pelos pintores das gerações seguintes como um artista que conseguia transmitir, de forma profunda, o carácter de uma pessoa. Neste trabalho, a humildade e o comportamento discretos são transmitidos pela sua frágil aparência física, olhos direccionados para baixo e dedos muito juntos. A mulher é magra e retratada de acordo com o ideal gótico de elementos alongados, visualizados nos seus ombros estreitos, no seu cabelo apanhado, testa longa e pelo elaborado toucado. É o único retrato conhecido de uma mulher pintado por Van der Weyden, contudo, o nome da personagem sentada é desconhecido, e o artista não deu uma designação ao seu trabalho.
Embora Van der Weyden não tivesse aderido às convenções do idealismo, de uma forma geral, ele procurou lisonjear as suas personagens sentadas. Pintava os seus modelos com roupas muito elaboradas e faces esculpidas, alguns mesmo alterados da realidade. Ele tinha a sua própria estética, e os quadros das suas mulheres tinham semelhanças entre si.
Esta pintura encontra-se na Galeria Nacional de Arte, em Washington, D.C., desde que foi doada em 1937. Tem sido descrita como "famosa entre todos os retratos de mulheres de todas as escolas".

## Composição

Petrus Christus (c. 1410/1420–1475/1476), Retrato de uma doadora c. 1455, National Gallery of Art, Washington. O trabalho de Christus teve uma grande influência em Van der Weyden, tal como pode ser visto na expressão e nas cores.

A mulher, provavelmente em redor dos vinte anos de idade, é retratada a meia altura e um perfil a três-quartos, tendo como fundo um interior bidimensional de cor azul-esverdeado escuro. O fundo é plano e sem detalhes, comum nos trabalhos devocionais de Van der Weyden. Tal como o seu contemporâneo Jan van Eyck (c. 1395 – 1441), ao trabalhar com retratos, ele utilizava fundos escuros e planos fazer sobressair a figura retratada. Só com as pinturas de Hans Memling (c. 1435–1494), um aluno de Van der Weyden, é que um artista flamengo pintou um retrato tendo como fundo um exterior ou uma paisagem. Neste trabalho, o fundo plano permite que o observador se concentre na face da mulher e na sua pose tranquila.
A mulher usa um elegante vestido negro de corte baixo, com mangas de pelo no pescoço e nos pulsos. As suas vestes são do estilo burgúndio, então na moda, que dão ênfase ao ideal gótico de altura e fineza estética. O seu vestido é apertado por uma faixa em vermelho vivo, logo abaixo do seu peito. O hennin de cor de couro está coberto com um grande e transparente véu, que cai sobre os seus ombros, até aos seus braços. A atenção dada por Van der Weyden à estrutura da roupa — o cuidadoso detalhe dado aos ganchos que prendem o véu — é típico deste artista.
O véu da mulher tem uma forma de diamante, em sintonia com o fluxo inverso de luz vindo da roupa usada por baixo do seu vestido. Ela está posicionada ligeiramente de lado, mas a sua pose apresenta-se centrada pela ligação entre as linhas dos seus braços, decote e véu. A cabeça da mulher está delicadamente iluminada, evitando, assim, a presença de fortes contrastes tonais na sua pele. A sua face é longa e fina, com as sobrancelhas arrancadas, e uma linha de cabelo aparada para criar uma testa alta com estilo. O seu cabelo está cuidadosamente preso na borda do seu toucado, logo acima da sua orelha. O seu alto toucado, e o seu corte de cabelo frontal, acentuam a sua longa face, atribuindo-lhe uma aparência esculpida.
A orelha esquerda do modelo situa-se, de acordo com o historiador de arte Norbert Schneider, anormalmente alta e para trás, paralela aos seus olhos em vez de ao seu nariz; aquele posicionamento será, provavelmente, uma técnica artística utilizada para dar continuidade à linha diagonal do interior da aba direita do véu. No século XV, os véus eram usados em sinal de modéstia, para esconder a sensualidade da pele. Neste trabalho, o véu tem o efeito inverso; a face do modelo fica enquadrada pelo toucado de maneira a chamar a atenção para a sua beleza.

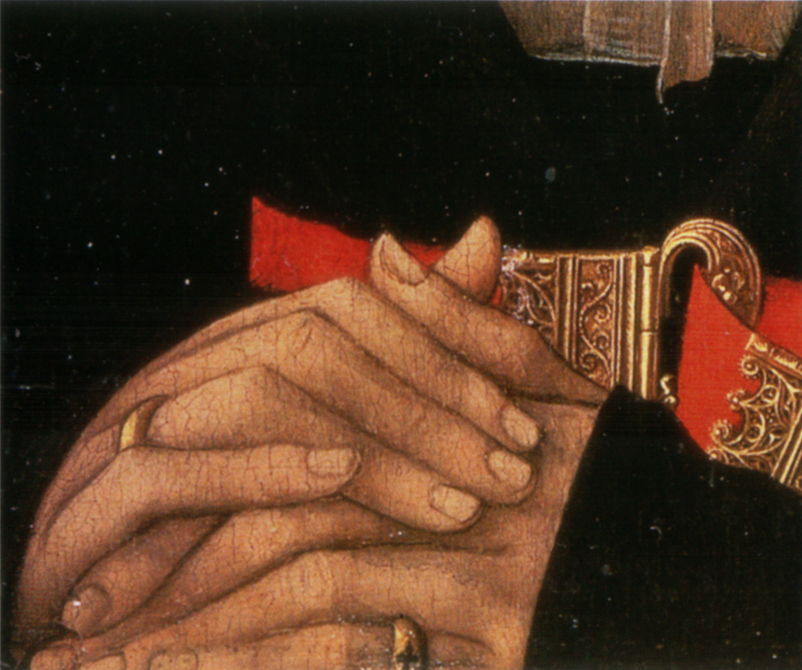
Imagem parcial do retrato de Washington com o pormenor dos dedos firmemente apertados e do cinto vermelho.

As mãos da mulher estão cruzadas de forma firme, como se estivesse em oração, e posicionadas de tal forma na base da pintura que aparentam estar em cima da moldura. As mãos estão situadas numa pequena área da pintura, e é provável que Van der Weyden não quisesse que elas tivessem uma tonalidade muito forte para não distrair a atenção sobre a área da cabeça e ombros. Os seus finos dedos foram minuciosamente detalhados; era habitual Van der Weyden indicar a posição social dos seus modelos pela maior atenção e detalhe dados à face e às mãos. A manga do seu vestido estende-se para além dos seus pulsos. Os seus dedos estão juntos e formam camadas; a sua representação é o elemento mais detalhado da pintura, e dá início à forma piramidal da área superior da pintura.
Os seus olhos, fixos, apontam para baixo em sinal de humildade, contrastando com as suas algo extravagantes roupas. A piedade da sua expressão é alcançada através dos traços comuns do trabalho de Van der Weyden. Os seus olhos e nariz foram alongados, e o seu lábio inferior foi aumentado pela utilização de um tom mais carregado e uma finalização mais pronunciada. Algumas das linhas verticais em redor destes elementos estão mais destacadas, enquanto as suas pupilas foram aumentadas, e as suas sobrancelhas levantadas. Também os contornos da sua face foram salientados, de tal forma que aparentam ser pouco naturais e abstractos, e fora dos padrões da representação humana do século XV. Esta metodologia foi descrita pelo historiador de arte Erwin Panofsky: "Rogier concentrou-se em certos aspectos mais salientes — tanto do ponto-de-vista da fisiognomia como do da psicologia — os quais expressou através de linhas." A sua testa alta e a boca, têm sido vistos como sugestivas de uma natureza intelectual, ascética e apaixonada, características de "um conflito por resolver na sua personalidade". Panofsky refere-se "a uma excitabilidade latente".
A identidade da mulher da pintura é desconhecida, apesar de alguns historiadores de arte especularem sobre quem será. Com base nas semelhanças faciais, o escritor Wilhelm Stein sugeriu, no início do século XX, que o modelo poderia ser Marie de Valengin, a filha ilegítima de Filipe III, Duque de Borgonha. Contudo, esta suposição é alvo de discórdia. Devido ao facto de as suas mãos se apoiarem na base da pintura, os historiadores de arte, de uma forma geral, acreditam que se trata de um retrato pontual, e não de um trabalho devocional. É possível que o seu objectivo fosse fazer parte de uma pintura do seu marido; no entanto, não há registo de outro retrato para possível par.

## Ruptura com os ideais da época

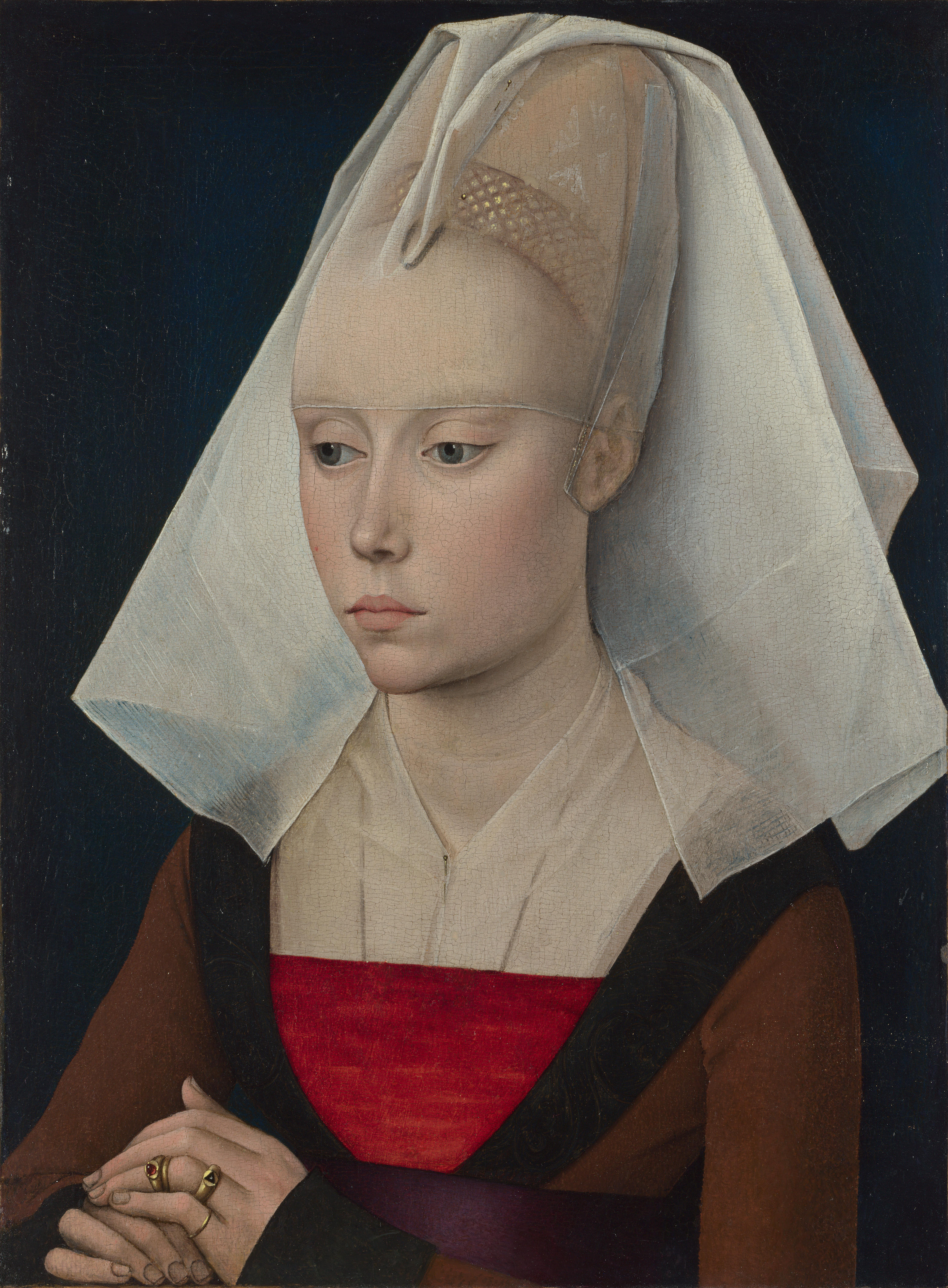
Retrato de uma Dama, década de 1460. National Gallery, Londres. Esta pintura semelhante é menos detalhada, e foi realizada na oficina de Rogier van der Weyden.

Van der Weyden seguiu a mesma tradição das pinturas de retratos dos seu contemporâneos Jan van Eyck e Robert Campin. Entre o início e meados do século XV, estes três artistas faziam parte da primeira geração de pintores do "Renascimento nórdico", e foram os primeiros europeus do Norte a pintar retratos de membros das classes média e alta, de forma natural, e não no padrão Cristão medieval. Nos primórdios da arte flamenga, a representação de perfil era a forma dominante de representação dos nobres ou dos membros do clero. Em trabalhos como Retrato de Homem com Turbante Vermelho (1433), Jan van Eyck quebra a tradição e utiliza um perfil a três-quartos da cara, uma técnica que se tornou o padrão na arte flamenga. No Retrato de uma Dama, Van der Weyden aplica o mesmo perfil, que lhe permite descrever a forma da cabeça e as características faciais do modelo, com mais detalhe. A mulher é mostrada a meia-altura, permitindo ao artista mostrar as suas mãos cruzadas na sua cintura.
Apesar desta nova liberdade, os retratos de mulheres de Van der Weyden são muito semelhantes em termos de conceito e estrutura, tanto entre eles como em relação aos de Campin. A maioria apresenta-se com um perfil facial a três-quartos, e a meia-altura. Habitualmente, os modelos eram colocados sobre um fundo escuro, uniforme e sem detalhes. Enquanto os retratos são notáveis pelo seu expressivo pathos, as características das caras das mulheres são muito semelhantes entre elas. Esta peculiaridade sugere que, embora Van der Weyden não tenha seguido a tradição de representar os modelos de uma forma idealizada, ainda assim pretendeu agradar-lhes por forma a incluir os ideais contemporâneos de beleza. Muitos dos retratos de Van der Weyden foram pintados por requisição dos nobres; ele pintou apenas cinco (incluindo este) que não eram pinturas votivas. É sabido que no seu Díptico de Filipe de Croÿ com a Virgem e o Menino (c. 1460), Van der Weyden elogiou o jovem nobre flamengo, escondendo o seu grande nariz e a mandíbula proeminente. Ao descrever esta tendência relativamente ao retrato de Washington, o historiador de arte Norbert Schneider escreveu "Enquanto Van Eyck nos mostra a natureza 'tal como ela é', Rogier melhora a realidade física, dando um aspecto mais refinado e civilizado à Natureza e à forma humana, com a ajuda de um pincel". A alta qualidade da pintura destaca-se quando se compara com o trabalho exposto na National Gallery, feito na sua oficina. O modelo de Londres tem características mais suaves e arredondadas, e é mais novo que o modelo de  c. 1460. A técnica utilizada é menos subtil e fina que o trabalho de Londres. No entanto, ambas partilham da mesma expressão e vestido.
Van der Weyden preocupava-se mais com a reacção estética e emocional transmitida pelas pinturas, do que pelos retratos propriamente ditos. O historiador de arte, e curador, Lorne Campbell, sugere que a popularidade do retrato se deve mais à "elegante simplicidade do padrão que [o modelo] cria", do que à beleza da sua retratação. Van der Weyden não se manteve dentro dos limites da tradição; em vez disso, ele criou a sua própria estética, a qual utilizou nos seus retratos e imagens religiosas. Esta estética inclui um estado de espírito devocional e triste, o qual marca o tom dominante em todos os seus retratos. As suas figuras podem ser mais naturais do que aquelas de anteriores gerações de artistas; contudo, a sua abordagem individualista de retratação da compaixão dos seus modelos, leva a que, habitualmente, a regra das escalas seja abandonada.
John Walker, antigo director da National Gallery of Art, refere-se ao sujeito como "bizarro", mas acredita que, apesar das suas peculiares características, o modelo era, ainda assim, "estranhamente belo". Por altura do fim da elaboração da pintura, Van der Weyden ultrapassou Van Eyck em popularidade, e esta pintura é típica da austera espiritualidade, diferente da sensualidade, pela qual der Weyden é reconhecido.

## Condição e proveniência
Embora Van der Weyden não tenha dado uma designação a este trabalho, e de se desconhecer o nome do modelo, por não existir qualquer registo em inventários, o estilo do seu vestido tem servido de base para datar a pintura como do final da carreira de Van der Weyden. A indicação do ano de 1460, é baseada na natureza de alta-costura do vestido, e da aparente posição cronológica na evolução do estilo de Van der Weyden. No entanto, é possível que o painel tenha sido executado ainda mais tarde (Van der Weyden morreu em 1464).
O Retrato de uma Dama foi pintado numa peça única de carvalho de veio vertical, com uma margem não pintada de cada lado. O painel foi preparado com gesso, e só depois é que a figura foi pintada com uma única cor. Foram então adicionados esmaltes de pigmento de óleo, os quais permitiram gradações de cor e tom de forma subtil. A utilização de radiação infravermelha revelou que Van der Weyden não fez um esboço prévio na madeira antes de começar a pintar, e não existem evidências de um desenho antes de se aplicar a tinta. A análise da pintura mostrou que a mulher foi retratada, inicialmente, mais magra e com o peito mais pronunciado, antes de passar por alterações à medida que o trabalho avançava; camadas de tinta junto do cinto, demonstram que a silhueta original foi alargada. Estas alterações são também visíveis em imagens de raios X. A pintura encontra-se em condições relativamente boas, tendo sido limpa por várias vezes, a mais recente em 1980. O véu, o toucado e a manga apresentam alguma perda na cor, e nota-se algum desgaste na orelha.
A proveniência da pintura não é clara, e existem dúvidas sobre a sua identificação nos primeiros inventários. Um príncipe de Anhalt, provavelmente Leopoldo III (m. 1817) de Wörlitz, perto de Dessau, Alemanha, foi o seu detentor no início do século XIX, após o que terá passado para Leopoldo IV (m. 1871). A pintura foi emprestada para exposição em 1902, quando foi mostrada no Hôtel de Gouvernement Provincial, Bruges, na Exposição dos primitivos flamengos em Bruges. Esteve na posse do duque de Anhalt até 1926, quando este a vendeu aos irmão Joseph e Henry Duveen, negociantes de arte. Estes, por sua vez, venderam o retrato, nesse mesmo ano, a Andrew W. Mellon. No ano seguinte foi, de novo, emprestado à Academia Real Inglesa, em Londres, para uma exposição que comemorava seis séculos de arte flamenga e belga. Mellon deu a pintura ao seu Fundo de Caridade e Educacional, em 1932, o qual, em 1937 a doou à Galeria Nacional de Arte onde se encontra em exposição permanente.

## Galeria

Retrato de uma Jovem Mulher, 1430-1435, de Robert Campin (c. 1375 – 1444), National Gallery, Londres. Van der Weyden foi influenciado por este antigo mestre.[34]
Retábulo dos Sete Sacramentos, 1445–1450, de Rogier van der Weyden, detalhe,  Museu Real de Belas Artes de Antuérpia, Antuérpia. Este grupo formal mostra mulheres de classes económicas altas vestidas ao estilo contemporâneo, com altos hennin (aqui separados), e linhas de pescoço em forma de "V".
Retrato de uma Jovem Menina, depois de 1460, de Petrus Christus, Museus Estatais de Berlim, Berlim. Podem-se encontrar semelhanças nas características e expressões do modelo.[5]
Retrato de uma Velha Senhora c. 1470, de Hans Memling,  Museu de Belas-Artes, Houston. Memling foi um seguidor de van der Weyden, e utilizou a sua distorção da da representação natural para retratar os ideias de beleza.[35]
Uma Jovem Dama da Moda é atribuída ao pintor e matemático florentino Paolo Uccello, e data do início dos anos 1460. A jovem aparou a linha do cabelo da testa para a aumentar e, deste modo, expressar melhor a sua elegância; uma madeixa de cabelo cai na parte de trás da sua cabeça formando um rabo-de-cavalo. A suas orelhas estão tapadas com um pequeno pedaço de tecido, um estilo, provavelmente, devido à crença contemporânea de que a Virgem Maria terá concebido por este órgão.[36]